# رفیق حاجیف
رفیق حاجیف (روسی: Рафик Гаджиев؛ زادهٔ ۱۹۴۶) کشتی‌گیر کشتی آزاد آذری‌تبار اهل شوروی است.
وی در مسابقات کشوری و بین‌المللی در مجموع برندهٔ ۱ مدال طلا، ۳ مدال نقره شده‌است.